# Esplosione di Bombay
L'esplosione di Bombay si è verificata nell'area del porto della città indiana il 14 aprile 1944, quando il mercantile britannico Fort Stikine si incendiò e venne distrutto da due gigantesche esplosioni, spargendo detriti, affondando le navi circostanti e dando fuoco all'area, uccidendo da 800 a 1.300 persone. Circa 80.000 persone rimasero sfollate e 71 vigili del fuoco persero la vita in seguito. La nave trasportava un carico misto di balle di cotone, legname, petrolio, oro e munizioni, tra cui circa 1.400 tonnellate di esplosivi con ulteriori 240 tonnellate di siluri e armi.

## Antefatto: il piroscafoFort Stikine

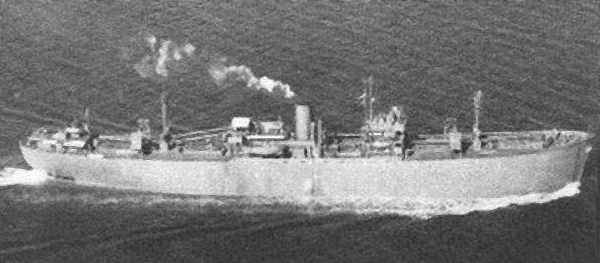
La nave da trasporto Fort Stikine

La Fort Stikine era una nave da carico da 7.142 tonnellate di stazza lorda costruita nel 1942 a Prince Rupert (Columbia Britannica), in base a un contratto di prestito-affitto, e prese il nome da Fort Stikine, un ex avamposto della Compagnia della Baia di Hudson situato in quella che oggi è Wrangell (Alaska).
Salpò da Birkenhead il 24 febbraio, navigando per lo stretto di Gibilterra, Porto Said e Karachi e arrivò a Bombay il 12 aprile 1944. Il suo carico comprendeva 1.395 tonnellate di esplosivi tra cui 238 tonnellate di esplosivi sensibili "A" , siluri, mine, proiettili e munizioni. Trasportava anche aerei da caccia Supermarine Spitfire, balle di cotone grezzo, barili di petrolio, legname, rottami di ferro e circa £890.000 di lingotti d'oro di 31 carati. Le 87.000 balle di cotone e l'olio lubrificante furono caricati a Karachi e il capitano della nave, Alexander James Naismith, protestò per un tale "miscuglio" di carico. Nella rotta intrapresa dalla Fort Stikine il trasporto del cotone era inevitabile per i mercanti, poiché a quel tempo il trasporto del cotone su rotaia dal Punjab e dal Sindh a Bombay era vietato. Naismith, che perse la vita nell'esplosione, descrisse il carico come "just about everything that will either burn or blow up" (in italiano "quasi tutto brucerà o esploderà").

## Esplosione

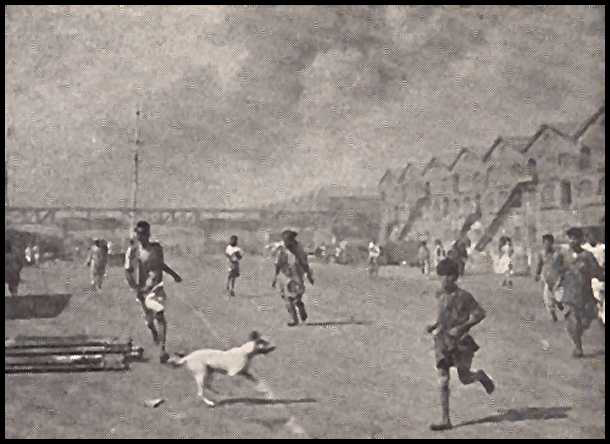
Persone che corrono per mettersi in salvo dopo l'esplosione

A metà pomeriggio intorno alle 14:00, l'equipaggio venne allertato di un incendio a bordo che bruciava da qualche parte nella stiva n. 2. L'equipaggio, le squadre dei vigili del fuoco portuali e le navi dei vigili del fuoco non riuscirono a spegnere l'incendio, nonostante avessero pompato oltre 900 tonnellate di acqua nel cargo, né riuscirono a trovarne la fonte a causa del fumo denso. L'acqua ribolliva su tutta la nave, a causa del calore generato dal fuoco.
Alle 15:50 fu dato l'ordine di abbandonare la nave e sedici minuti dopo si verificò una grande esplosione, spezzando in due la nave e rompendo i finestre a oltre 12 km di distanza. Questa e una seconda esplosione successiva furono abbastanza potenti da essere registrate dai sismografi dell'Osservatorio di Colaba. I sensori registrarono che la terra tremò a Shimla, una città a oltre 1.700 km di distanza. La pioggia di materiale in fiamme incendiò le baraccopoli della zona. Circa 2 km² furono dati alle fiamme in un arco di 800 m attorno alla nave. Undici navi vicine affondarono, o vennero gravemente danneggiate, e il personale di emergenza sul posto subì pesanti perdite. I tentativi di combattere l'incendio subirono un ulteriore colpo quando la seconda esplosione della nave investì l'area alle 16:34. Balle di cotone in fiamme cadevano dal cielo sulle navi attraccate, sul piazzale portuale e sulle aree dei bassifondi fuori dal porto. Il rumore delle esplosioni venne udito fino a 80 km di distanza. Alcune delle parti più sviluppate ed economicamente importanti di Bombay furono spazzate via dall'esplosione e dal conseguente incendio.
Molte famiglie persero tutti i loro averi e migliaia divennero indigenti. Si stima che siano state colpite circa 6.000 aziende e che 50.000 persone abbiano perso il lavoro. Il governo si assunse la piena responsabilità del disastro e un risarcimento monetario venne pagato ai cittadini che avevano presentato richiesta di risarcimento per perdita o danni alla proprietà.

## Causa
L'inchiesta sull'esplosione identificò le balle di cotone come probabile causa dell'incendio. Furono critici alcuni errori umani:
- immagazzinare il cotone sotto le munizioni,
- non esporre la bandiera rossa (bandiera B) necessaria per indicare un "carico pericoloso a bordo",
- ritardare lo scarico degli esplosivi,
- non utilizzare iniettori di vapore per contenere l'incendio,
- un ritardo nell'allertare i vigili del fuoco locali.[11]

## Morti e feriti

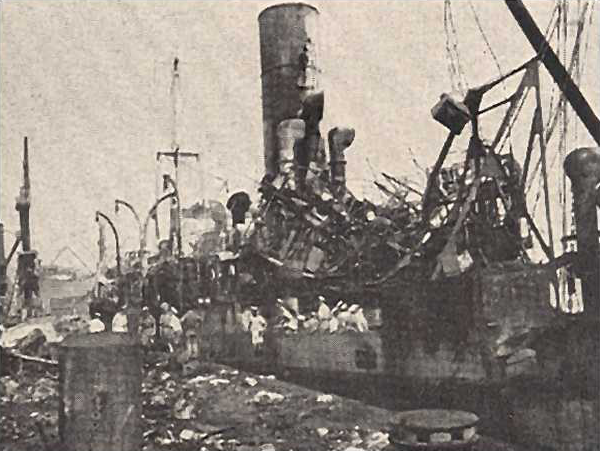
Conseguenze dell'esplosione al porto

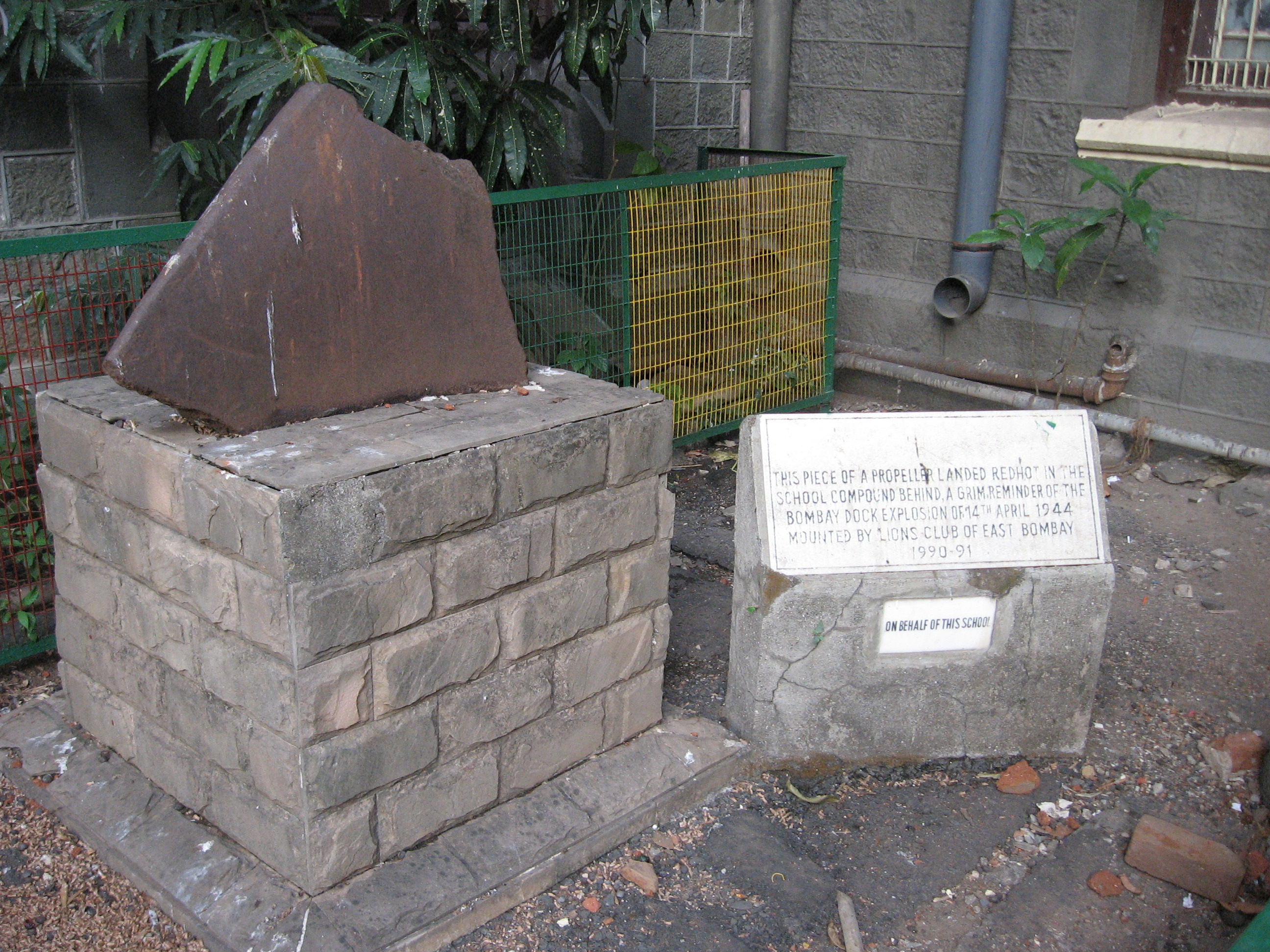
Un pezzo di elica atterrato alla St. Xaviers High School, a circa 5 km dal molo

Il numero totale delle vite perse nell'esplosione è stimato a più di 800, alcune stime parlano di 1.300. Più di 500 civili persero la vita, molti dei quali risiedevano nelle baraccopoli adiacenti, ma poiché era tempo di guerra, le informazioni sull'intera entità del danno furono parzialmente censurate. Le perdite nell'esplosione sono riassunte come segue:
- 231 persone uccise erano assegnate a vari servizi portuali,[8] inclusi 66 vigili del fuoco.[13]
- Più di 500 civili furono uccisi.[8]
- Alcune stime contano 1.300 decessi totali.[12]
- Più di 2.500 sono rimasti feriti, compresi civili.[8]

## Diffusione della notizia
I dettagli delle esplosioni e delle perdite furono riferiti per la prima volta al mondo esterno da Radio Saigon, una radio controllata dai giapponesi, che fornì un rapporto dettagliato dell'incidente il 15 aprile 1944. La censura anglo-indiana del tempo di guerra permise ai giornalisti di inviare i rapporti solo nella seconda settimana di maggio 1944. Il Time pubblicò la storia dell'incidente in ritardo, il 22 maggio 1944: era ancora una notizia per il resto del mondo. Un film documentario che descriveva le esplosioni e le conseguenze, realizzato dal direttore della fotografia indiano Sudhish Ghatak, fu confiscato dagli ufficiali militari, sebbene alcune parti di esso furono mostrate al pubblico come cinegiornale in un secondo momento.

## Danni
- Trentuno casse di legno, ciascuna contenente quattro lingotti d'oro, ognuno pesava quasi 25 kg (quasi tutti recuperati).[8]
- Perdita di oltre 50.000 tonnellate di cereali alimentari, compreso il riso, che in seguito diede origine alla commercializzazione nera dei cereali alimentari.[6]

### Navi
Più di 50.000 tonnellate di navi vennero distrutte e altre 50.000 tonnellate di navi furono danneggiate dalle esplosioni. Le unità coinvolte nell'incidente furono 17 e 13 andarono perdute.
| Nome                    | Bandiera               | Descrizione e destino finale | Note          |
| ----------------------- | ---------------------- | --- | ------------- |
| Fort Stikine            | Regno Unito (bandiera) | La Fort Stikine era una nave da carico da 7.142 tonnellate di stazza lorda della Port Line costruita nel 1942. Si spezzò dopo la prima esplosione e venne distrutta dalla seconda.                                                            |               |
| Baroda                  | Regno Unito (bandiera) | La Baroda era una nave cargo da 3.172 tsl di proprietà della British India Steam Navigation Company. La nave s'incendiò. | [ 15 ] [ 16 ] |
| HMHS Chantilly          | Regno Unito (bandiera) | La Chantilly era una nave ospedale da 10.017 tsl che in passato veniva utilizzata come nave passeggeri francese. Fu riparata e restituita ai proprietari francesi dopo la fine della guerra.                                                  | [ 17 ]        |
| HMIS El Hind            |                        | L'El Hind era una nave passeggeri da 5.319 tsl utilizzata dalla Scindia Steam Navigation Company Ltd. per il trasporto di pellegrini. Era stata requisita dalla Royal Indian Navy come Landing Ship Infantry (Large). Prese fuoco e naufragò. | [ 18 ] [ 19 ] |
| Empire Indus            | Regno Unito (bandiera) | L'Empire Indus era una nave mercantile da 5.155 tsl. Fu gravemente danneggiata dall'esplosione, ma venne riparata e tornò in servizio nel novembre 1945.                                                                                      | [ 20 ]        |
| Fort Crevier            | Regno Unito (bandiera) | La Fort Crevier era una Fort Ship da 7.142 tsl. Venne distrutta dall'incendio e dichiarata una perdita totale costruttiva. La nave fu utilizzata come hulk fino al 1948, quando venne demolita.                                               | [ 16 ] [ 21 ] |
| Generaal van der Heyden | Paesi Bassi (bandiera) | La Generaal van der Heyden era una nave mercantile da 1.213 tsl della Koninklijke Paketvaart-Maatschappij. Prese fuoco e naufragò: 15 membri dell'equipaggio morirono.                                                                        | [ 22 ]        |
| Generaal van Sweiten    | Paesi Bassi (bandiera) | La Generaal van Sweiten era una nave mercantile da 1.300 tsl della Koninklijke Paketvaart-Maatschappij. Prese fuoco e naufragò: 2 membri dell'equipaggio morirono.                                                                            | [ 22 ]        |
| Graciosa                | Norvegia (bandiera)    | La Graciosa era una nave mercantile da 1.173 tsl di proprietà di Skibs A/S Fjeld e operava sotto la gestione di Hans Kiær & Co. Fu gravemente danneggiata e venne venduta come rottame nel luglio 1944.                                       | [ 23 ]        |
| Iran                    | Panama (bandiera)      | L'Iran era una nave mercantile da 5.677 tsl della prima guerra mondiale gestita dalla Iran Steamship Company sotto la gestione di Wallem & Co. Ltd. Fu gravemente danneggiata e demolita.                                                     | [ 24 ]        |
| Jalapadma               | Regno Unito (bandiera) | La Jalapadma era una nave mercantile da 3.857 tsl della Scindia Steam Navigation Company. Fu spinta a riva, venne poi demolita. | [ 25 ]        |
| Kingyuan                | Regno Unito (bandiera) | La Kingyuan era una nave mercantile da 2.653 tsl della China Navigation Company. Prese fuoco e naufragò. | [ 26 ]        |
| HMS LCP 323             | Regno Unito (bandiera) | Il mezzo da sbarco naufragò. | [ 27 ]        |
| HMS LCP 866             | Regno Unito (bandiera) | Il mezzo da sbarco naufragò. | [ 27 ]        |
| Norse Trader            | Panama (bandiera)      | La Norse Trader era una nave mercantile da 3.507 tsl di proprietà di Wallem & Co., Hong Kong. Sebbene non ci siano state vittime, la nave fu considerata perdita totale e venne smantellata.                                                  | [ 28 ]        |
| Rod El Farag            |                        | La Rod El Farag era una nave da carico da 6.292 tsl della Sociète Misr de Navigation Maritime. Venne sventrata dall'incendio e dichiarata perdita totale, fu affondata per essere utilizzata come molo.                                       | [ 29 ] [ 30 ] |
| Tinombo                 | Paesi Bassi (bandiera) | La Tinombo era una nave costiera da 872 tsl di proprietà della Koninklijke Packetvaart-Maatschappij. Pesantemente danneggiata, naufragò: 8 membri dell'equipaggio morirono.                                                                   | [ 26 ]        |

## Operazioni di salvataggio
Il sottotenente Ken Jackson e il capo di seconda classe Charles Brazier della RNVR arrivarono a Bombay il 7 maggio 1944. In un periodo di tre mesi, molte navi furono recuperate e venne completata l'operazione di drenaggio, dopodiché Jackson e Brazier tornarono alla loro base a Colombo. Jackson rimase in Estremo Oriente per altri due anni, conducendo ulteriori lavori di salvataggio. Per i loro sforzi con l'operazione di pompaggio, entrambi gli uomini furono ricompensati: Brazier ricevette il MBE e Jackson ricevette una promozione accelerata. Un dragamine australiano, l'HMAS Gawler, fece sbarcare alcuni gruppi di lavoratori il 21 giugno 1944, per assistere al ripristino del porto.
Ci vollero tre giorni per tenere sotto controllo l'incendio e, successivamente, 8.000 uomini lavorarono duramente per sette mesi per rimuovere circa 500.000 tonnellate di detriti e riportare in azione le banchine.
Durante le periodiche operazioni di dragaggio per mantenere la profondità delle banchine di attracco, vennero ritrovati molti lingotti d'oro intatti, alcuni fino al febbraio 2011, e restituiti al governo. Nell'ottobre 2011 venne trovato anche un proiettile del peso di 45 kg.

### Aiuti umanitari suburbani
Secondo D.N. Wandrekar, un giornalista del quotidiano The Bombay Chronicle del 20 aprile 1944 affermò che i Mumbaikars (residenti di Mumbai) erano sempre noti per il loro buon cuore, motivo per cui circa cinque giorni dopo l'incidente furono spostate massicce attività di soccorso alle periferie a causa della neutralizzazione del sud di Mumbai dai danni causati. Subito dopo la calamità, le persone provenienti dalle zone colpite iniziarono ad affluire nei sobborghi. Circa seimila persone della zona di Mandvi, per lo più della classe media, si recarono a Ghatkopar. Dei lavoratori e altri residenti di Ghatkopar aprirono le tre scuole e anche le abitazioni private fornirono alloggio alle famiglie che rimasero sfollate.
Ci fu un'ondata di lavoratori provenienti dalle aree portuali che volevano uscire da Bombay a piedi lungo la Agra Road. I lavoratori di Ghatkopar aprirono per loro una cucina presso l'Hindu Sabha Hall. La cucina serviva cibo per circa mille persone due volte al giorno. La cucina di Ghatkopar era ancora in funzione quando i residenti di Vile Parle iniziarono a gestire un secondo centro per circa 500 persone, dove venivano forniti vitto e alloggio ai rifugiati. Una terza cucina venne aperta a Khotwadi e Narli Agripada a Santacruz dove venivano servite circa 300 persone. A Khar vennero presi accordi per dare razioni a un centinaio di persone che trovarono alloggio nel villaggio di Kherwadi e della Vecchia Khar. Khar Danda, un villaggio di pescatori, aveva organizzato vitto e alloggio per un centinaio di persone. Molte famiglie dell'isola di Salsette aprirono le porte ai bisognosi. I ricchi si sono fatti avanti con grandi donazioni e giovani, uomini e donne organizzati in corpi di volontari svolsero tutto il lavoro per questi diversi centri.

## Commemorazioni

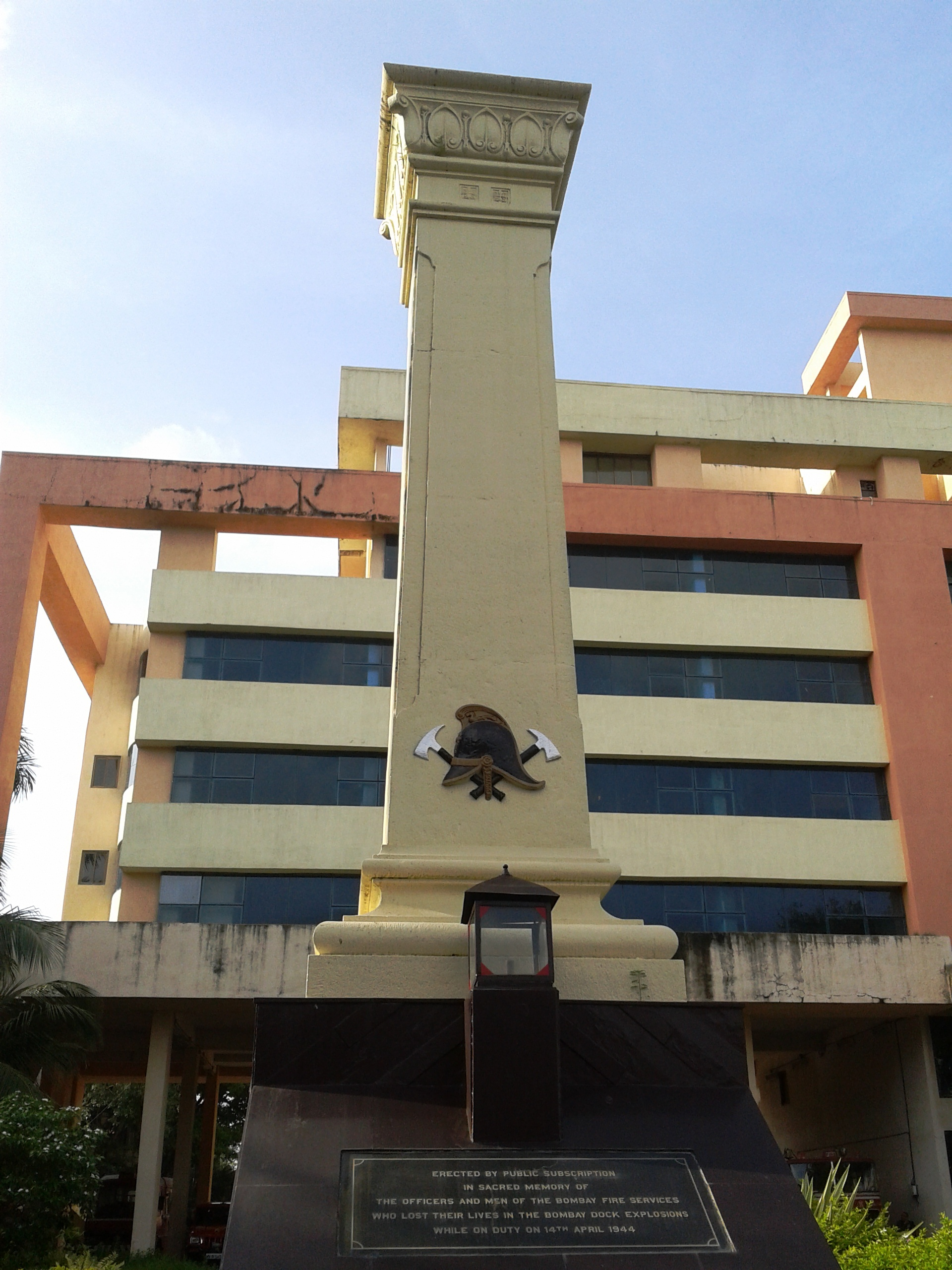
Il memoriale eretto fuori dal quartier generale del Mumbai Fire Brigade

Il quartier generale del Mumbai Fire Brigade a Byculla ha un memoriale per i vigili del fuoco morti nell'incidente. Dal 14 al 21 aprile si celebra in tutta l'India la National Fire Safety Week (in italiano Settimana nazionale per la sicurezza antincendio), in memoria dei 66 vigili del fuoco restati vittime in questa esplosione.